# Luísa Mountbatten
Luísa Alexandra Maria Irene (Seeheim-Jugenheim, 13 de julho de 1889 – Estocolmo, 7 de março de 1965) foi a segunda esposa do rei Gustavo VI Adolfo e Rainha Consorte da Suécia de 1950 até sua morte. Nascida uma princesa alemã da Casa de Battenberg, era filha do príncipe Luís de Battenberg e da princesa Vitória de Hesse e Reno, sendo bisneta da rainha Vitória do Reino Unido.

## Nascimento e família

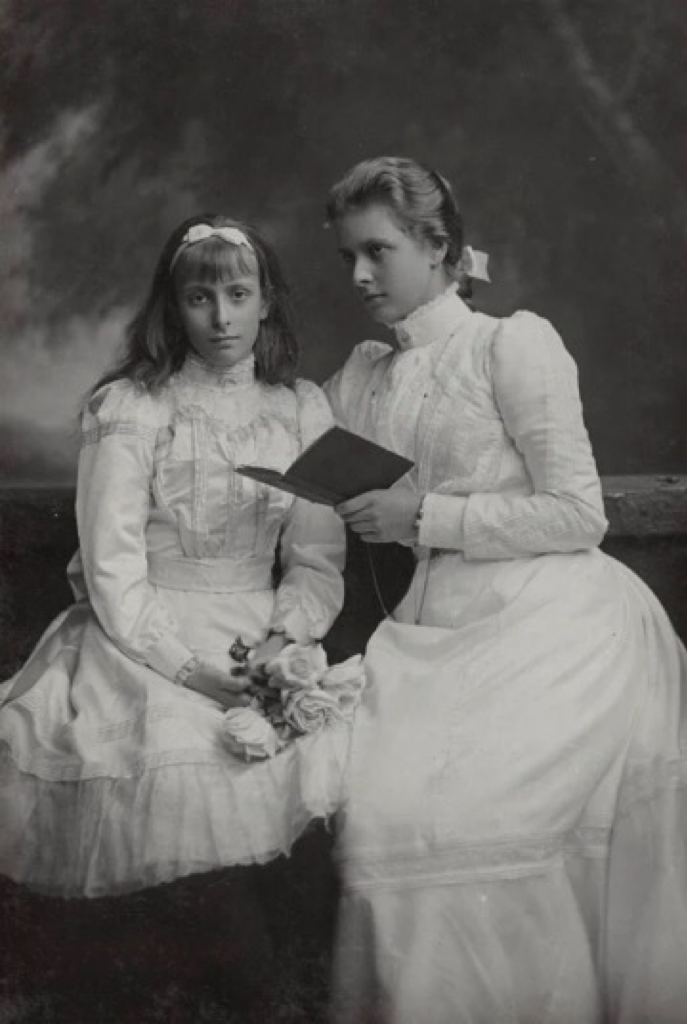
Luísa com sua irmã Alice, c. 1900.

Luísa Alexandra Maria Irene nasceu no Palácio de Heiligenberg em Jugenheim, no Grão-Ducado de Hesse. Seu pai, o príncipe Luís de Battenberg, um almirante da Marinha Real Britânica, renunciou a todos os seus títulos alemães em 1917, durante a Primeira Guerra Mundial e anglicizou o nome da família de Battenberg para Mountbatten. Posteriormente tornou-se o primeiro Marquês de Milford Haven na nobreza do Reino Unido. Luísa passou, então, a ser conhecida por lady Luísa Mountbatten.
Pelo lado materno, sua mãe era a princesa Vitória de Hesse e Reno, o que fazia de Luísa uma bisneta da rainha Vitória do Reino Unido e neta da princesa Alice do Reino Unido. Luísa era irmã de Louis Mountbatten, 1.º Conde Mountbatten da Birmânia, tia do príncipe Filipe, Duque de Edimburgo, e também uma sobrinha da imperatriz Alexandra Feodorovna da Rússia. A rainha Vitória Eugênia da Espanha era sua prima tanto do lado materno quanto do paterno (os pais de ambas eram irmãos, a mãe de Vitória Eugênia era irmã da sua avó materna).
Pelo lado paterno, a família Battenberg descende de um casamento morganático de seus avós paternos Alexandre de Hesse e do Reno (filho do Grão-Duque Luís II e da princesa Guilhermina de Baden) e Julia von Hauke (filha de um ministro alemão). Sua tia-bisavó Luísa de Baden foi a esposa do czar Alexandre I, e por isso, imperatriz consorte da Rússia com o nome de Isabel Alexeievna. Outra tia-bisavó, Frederica de Baden, foi esposa do Rei Gustavo IV Adolfo e Rainha Consorte da Suécia de 1797 até 1809.

## Propostas de Casamentos e Primeira Guerra Mundial

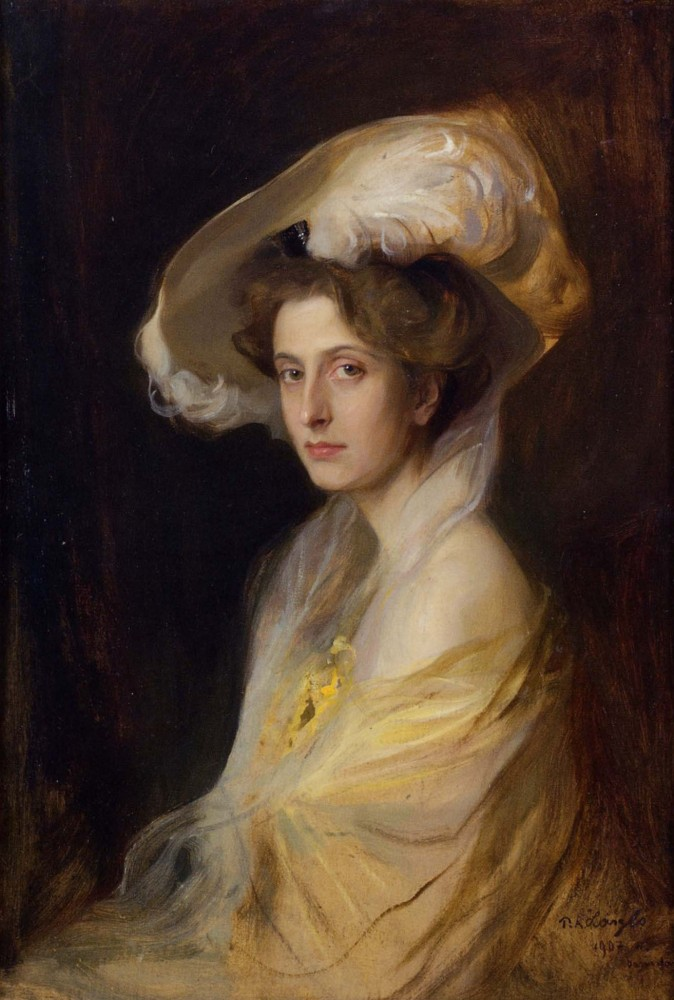
Luísa em 1907 por Philip de László.

Luísa recusou várias propostas de casamento, incluindo uma do rei D. Manuel II de Portugal em 1909, que procurava uma noiva inglesa para aumentar a influência da coroa britânica em Portugal e desencorajar assim os movimentos republicanos. Apesar da aprovação do seu tio-avô Eduardo VII do Reino Unido, Luísa rejeitou a proposta. Naquele mesmo ano, ela se envolveu secretamente com o príncipe Cristovão da Grécia, mas ambos quebraram o compromisso por razões financeiras. Dez anos depois, Cristovão se casou com uma rica viúva americana, Nonie May Stewart, e em 1929 com a princesa Francisca de Orleans.
Em 1914, Luísa e sua mãe iniciaram uma viagem à Rússia, em que visitaram a família imperial (a mãe de Luísa e a czarina Alexandra Feodorovna eram irmãs). Mas com a eclosão da Primeira Guerra Mundial, seu pai pediu-lhes para voltar, e sua mãe deixou suas jóias sob a custódia da Imperatriz Alexandra. Luísa nunca mais reviu suas tias Alexandra e Isabel Feodorovna, também irmã de sua mãe e viúva de um irmão do czar Nicolau II (o grão-duque Sérgio Alexandrovich), que se tornara freira após a morte do marido. Alexandra e Isabel foram assassinadas três anos depois, em julho de 1918.
Durante a Primeira Guerra Mundial, Luísa trabalhou como enfermeira na França, no Hospital Inglês de Nevers, entre 1915 e 1917. Por seu serviço voluntário, ela recebeu, no final da guerra, a condecoração militar da Real Cruz Vermelha.
Nesse mesmo período, Luísa tornou-se novamente comprometida em segredo, desta vez com o artista Alexander Stuart-Hill, residente em Paris. Depois de comunicar aos pais, o casal decidiu se casar após a guerra, mas o pai de Luísa explicou à filha as tendências homossexuais do artista para que o futuro casamento se tornasse impossível.

## Casamento e Vida de Princesa-Consorte

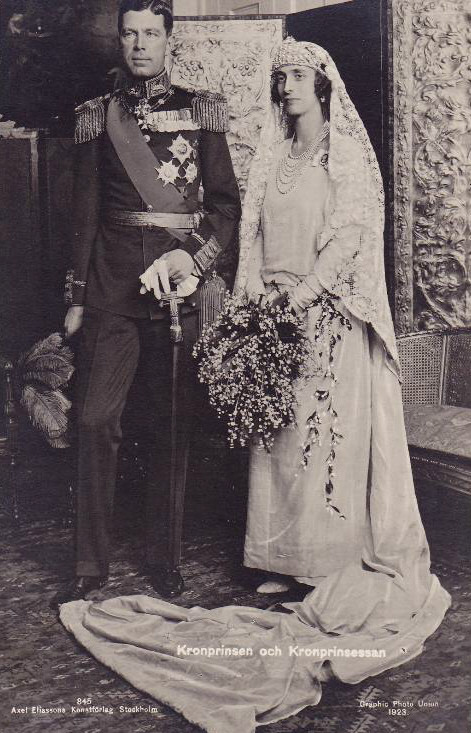
Luísa e Gustavo Adolfo em seu casamento.

Em 1923, o príncipe Herdeiro da Suécia e Duque de Skane, Gustavo Adolfo, fez uma visita a Londres e se apaixonou por Luísa. Ele estava viúvo a três anos da princesa Margarida de Connaught (neta da rainha Vitória do Reino Unido e prima de Luísa em primeiro grau e meio - a mãe de Luísa, Vitória de Hesse e Reno, era prima direta de Margarida de Connaught). mesmo tendo afirmado que nunca se casaria com um rei ou um viúvo, Luísa acabou concordando em se comprometer. No dia 3 de novembro de 1923, aos 34 anos, Luísa desposou no Palácio de St. James, em Londres, o Príncipe Gustavo Adolfo (futuro rei Gustavo VI Adolfo), tornando-se Princesa-Consorte da Suécia e Duquesa de Skane.
Luísa e Gustavo Adolfo eram primos em quarto grau. A bisavó de Luísa, Guilhermina de Baden, era irmã da trisavó de Gustavo Adolfo, a Rainha Consorte da Suécia Frederica de Baden (bisavó da mãe de Gustavo, a Rainha Consorte Vitória de Baden).
O casamento não gerou descendência além de uma filha natimorta. Isso contribuiu para que Luísa, que não teve nenhum filho, sempre ter tido muito boas relações com os cinco enteados, mesmo quando se tornaram adultos, especialmente com a princesa Ingrid e o príncipe Carlos João. Também era muito carinhosa com os netos do marido. 
Luisa amava as crianças em geral, e pessoalmente cuidou daquelas que vieram como refugiadas da Finlândia durante a Guerra de Inverno, que eclodiu entre a Finlândia e a Rússia, no inverno de 1939-1940. Luísa arranjou o Palácio de Ulriksdal para servir de casa para várias crianças, e ali morou com elas, participando de jogos infantis. Após a guerra e o retorno das crianças à sua terra natal, a rainha manteve contato com várias delas, e até as visitou em Helsinque.

## Rainha Consorte da Suécia

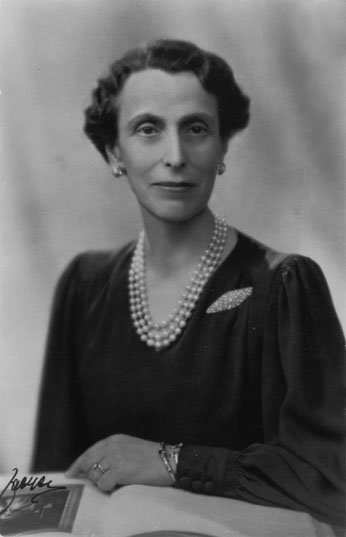
Rainha Luísa da Suécia, c. 1940.

Seu marido tornou-se Rei da Suécia no dia 29 de outubro de 1950 com a morte de seu pai Gustavo V, e Luísa tornou-se Rainha-Consorte cinco dias antes do aniversário de 27 anos de seu casamento com Gustavo Adolfo, e pouco mais de um mês após o falecimento de sua mãe Vitória de Hesse e Reno. O reinado de Luísa duraria quatorze anos.
A rainha Luísa era muito popular entre seus súditos, por seu caráter sensível e animado, e seu forte senso de humor. Mas era bastante excêntrica e tinha vários cães spitz alemães que escondia dentro das suas roupas quando visitava o estrangeiro e que lhe traziam vários problemas quando passava pelas alfândegas (uma coisa que fazia sempre sob o pseudônimo de “Condessa de Gripsholm” ou “Mrs Olsson). Existe uma (possivelmente exagerada) história de que, após quase ter sido atropelada por um ônibus em Londres, Luísa passou a andar sempre com um pequeno cartão onde estavam escritas as palavras “Eu sou a rainha da Suécia” para que as pessoas soubessem quem ela era no caso de ser atropelada por outro veículo.
Como o marido, a rainha passeava pelas ruas de Estocolmo e fazia compras repentinas no bairro antigo da cidade, esfregando-se nos ombros dos cidadãos. Ela e o rei deixavam o Palácio Real para andar pelas ruas sem  a companhia de qualquer guarda-costas ou qualquer pessoa da corte.

## Morte
A rainha Luísa morreu aos 75 anos, no dia 7 de março de 1965 no Hospital St. Göran em Estocolmo, após uma cirurgia de emergência que se seguiu a um longo período de doença. Tinha feito a sua última aparição pública na cerimónia de entrega dos Prémios Nobel em dezembro de 1964. Está enterrada ao lado do marido no Cemitério Real de Haga, nos arredores de Estocolmo.

## Títulos, estilos, honras e brasões

Monograma real de Luísa

### Títulos e estilos
- 13 de julho de 1889 - 14 de julho 1917: Sua Alteza Sereníssima a princesa Luísa de Battenberg
- 14 de julho de 1917 - 7 de novembro de 1917: Senhorita Luísa Mountbatten
- 7 de novembro de 1917 - 3 de novembro de 1923: Lady Luísa Mountbatten
- 3 de novembro de 1923 - 29 de outubro de 1950: Sua Alteza Real a Princesa Herdeira da Suécia, Duquesa de Scania
- 29 de outubro de 1950 - 7 de março de 1965: Sua Majestade a Rainha da Suécia

### Honras
- Reino Unido: Real Cruz Vermelha[2][7]
- Reino Unido: Medalha de Guerra Britânica[2][7]
- Reino Unido: Medalha da Vitória[2][7]
- Reino Unido: Medalha de Serviço Médico Voluntário[2][7]
- Suécia: Ordem do Serafim
- Suécia: Ordem da Família Real do rei Gustavo V[8]
- Suécia: Ordem da Família Real do rei Gustavo VI Adolfo
- Suécia: Medalha do 70º Aniversário do rei Gustavo V[9][10]
- Suécia: Medalha do 90º Aniversário do rei Gustavo V[11]

### Brasões

Brasão de Luísa como Princesa Herdeira da Suécia
Brasão de Luísa como Rainha da Suécia

## Ascendência
A rainha Luísa foi a segunda dos quatro filhos do príncipe Luís de Battenberg e da sua esposa, a princesa Vitória de Hesse e Reno e uma bisneta da rainha Vitória do Reino Unido. A rainha Luísa e seus enteados eram primos como bisnetos da rainha Vitória.